# Tadeusz Sobolewicz
Tadeusz Sobolewicz (* 26. März 1925 in Posen; † 28. Oktober 2015 in Krakau) war ein polnischer Schauspieler und Überlebender von sechs Konzentrationslagern.

## Leben
Tadeusz Sobolewicz wurde als Sohn eines Majors der polnischen Armee geboren. Er besuchte das Paderewski-Gymnasium seiner Heimatstadt und war Pfadfinder.
Nach der Besetzung Polens durch die Wehrmacht schloss er sich dem Widerstand an, ebenso wie sein Vater. Beide wurden u. a. damit betraut, Meldungen und Weisungen an Einheiten im Untergrund weiterzuleiten. Als er und sein Vater ein erstes Mal hätten verhaftet werden sollen, konnten sie knapp entkommen. Untergetaucht und unter falschem Namen lebend, wurde Tadeusz Sobolewicz aufgrund eines Verrats am 1. September 1941 von der Gestapo verhaftet. Im Gefängnis versuchte man unter Schlägen, andere Namen von Widerstandskämpfern von ihm zu erfahren. Er gab nichts preis und sah, während er abgeführt wurde, wie sein Vater ebenfalls zum Verhör gebracht wurde. Schließlich wurde er ins KZ Auschwitz deportiert und erhielt dort die Nummer 23053 eintätowiert.
Von dort aus wurde er in verschiedene Konzentrationslager zum Arbeitseinsatz überstellt, wie Buchenwald, Leipzig, KZ Flossenbürg und dessen Außenlager Mülsen, wo er mit schlimmen Verbrennungen nur knapp dem Tod entkam, sowie das Außenlager „Colosseum“ in Regensburg. Dieses Außenlager wurde in einer Tanzhalle eingerichtet; auf dem Fußboden wurden Holzspäne ausgestreut, Betten gab es nicht. Das Kommando bestand aus 400 Männern unterschiedlicher Nationalität, die am 19. März 1945 eintrafen und zu Aufräumarbeiten am Bahnhof eingesetzt wurden. Präzise Bombardierungen der Alliierten hatten die Gleise zerstört, sodass die Transportwege abgeschnitten waren. Die ausgezehrten Männer waren den anstrengenden körperlichen Strapazen kaum noch gewachsen, viele starben an Entkräftung. Tadeusz Sobolewicz hatte Glück – er konnte sich beim Küchendienst melden. Seine Arbeit bestand darin, Suppe zu kochen und Brotrationen zu verteilen. Vermutlich half ihm diese Position, Kräfte zu sammeln und seine schweren Verbrennungen auszuheilen. Am 23. April erfolgte die „Evakuierung“ des Außenlagers. Der Todesmarsch führte durch die Oberpfalz bis nach Laufen an der Salzach und kostete vielen Gefangenen das Leben.
Sein Überleben verdankte er seiner Meinung nach neben vielen glücklichen Umständen seinem starken Überlebenswillen und der Hilfe Gottes und seiner Mutter, zu der er auch nach dem Krieg wieder zurückkehrte. Sein Vater starb im KZ Auschwitz, während auch er dort interniert war. In der Freiheit wurde er Schauspieler, was ihm half, seine Erlebnisse (soweit möglich) zu verarbeiten. Er spielte u. a. in Triumph des Geistes einen SS-Obersturmbannführer.
Er berichtete zahlreichen Gruppen – meist auf Studienreisen in Auschwitz – über seine Erlebnisse und sein Leben. Sein Werk Aus der Hölle zurück erzählte sein Leben vom Beginn des Zweiten Weltkriegs bis zu seiner wiedergewonnenen Freiheit. Sobolewicz sah Auschwitz als nie zu vergessende Mahnung, dass so etwas nie wieder passiert. So zitierte er häufig gerade abtransportierte Häftlinge, die ihm jenen Satz zuriefen: „Kameraden! Sie dürfen nicht vergessen, unser Tod muss eine Warnung für die anderen Menschen sein!“ Er schloss seine Vorträge oft, oder insbesondere das persönliche Gespräch mit den Worten: „Dieses Unrecht darf niemals vergessen werden; nehmen sie das an? – ihre Aufgabe ist klar ... !“

## Schriften
- Aus dem Jenseits zurück. Verlags-Abteilung des Staatlichen Auschwitz-Museums, Oswiecim 1993, ISBN 83-85047-09-3.
- Aus der Hölle zurück – Von der Willkür des Überlebens im Konzentrationslager. Fischer, Frankfurt am Main 1999, ISBN 3-596-14179-6.